# Бильфельд, Леопольд
Леопольд Бильфельд (нем. Leopold Bielefeld, 1838 или 1839, Ольденбург, Нижняя Саксония или Ганновер — 1922, Тифлис, Грузинская ССР, СССР) — русский архитектор немецкого происхождения. Работал в Тифлисе.

## Биография
Родился в семье инженера-архитектора, получившего дворянство за свои архитектурные работы в городе Ольденбурге.
Учился на архитектора в Германии и Дании, затем — в Санкт-Петербурге. В 1867 году принял русское подданство и в том же году получил звание классного художника при Совете Императорской Академии художеств за программу «Торговый двор». В 1868 году за проект «Станция железной дороги» удостоен звания классного художника 3 степени. 
В 1868 году занял должность старшего архитектора в Управлении почтовым округом.
В Тифлисе по его проектам построено множество общественных зданий и жилых домов. Имел большой авторитет среди немецкой диаспоры города и работал по частным заказам состоятельных немцев. Изучал древнюю грузинскую архитектуру.

## Известные работы
- Реконструкция церкви Кашвети (1910, по образцу Самтависи). Мраморные работы и эскизы резьбы по камню выполнены мастерской Андреолетти. Усыпальница Бараташвили — архитектор Рогойский, ограда — Отто Симонсон.
- Лютеранская церковь (1894—1897) на Кирочной улице (ныне — улица Марджанишвили). Снесена в 1940-е годы.
- комплекс магнитно-метеорологической станции и обсерватории (1871, реконструкция (1880—1882))
- Гостиница Ветцель («Рустави») на Михайловском (ныне — Агмашенебели) проспекте, 103 (1911)
- Дом Гирцеля (1876) Михайловский пр., 77.
- Дом Евфросинии Мартиновской (начало XX века). Михайловский пр.
- Дом Сливицкого (1879), Михайловский пр. 46
- Дом Ветцеля (1882), ул. Пастера 4.
- Дом Карла Куглера (1892).
- Дворец в Ликани (1892—1895; по проекту Л. Н. Бенуа)[3]
- Дом Эмиля Ауфермана (1913), ул. Великокняжеская (ныне — ул. Узнадзе).
- Дом Земмеля (1910), ул. Великокняжеская.
- Дом Майера (1881). Михайловский пр. 73

По проекту Бильфельда в 1892 году был устроен сад Майера (ныне Парк роз).

## Галерея

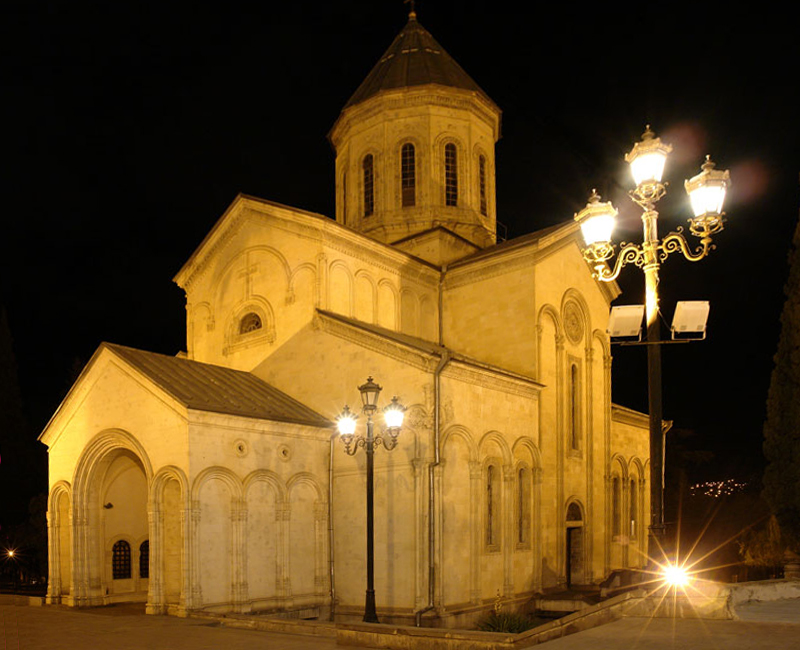
Кашвети

## Личная жизнь
Был женат на Минне Борнеман. Жил с семьёй на Кирочной улице, 6 (14).

## Награды
Кавалер ордена святого Станислава 3-й степени и святой Анны 3-й степени.